# Savski prelom
Savski prelom (izgovarjava [ˈsàːwski pɾɛˈlɔ́m]) je prelom v Sloveniji, Italiji in na Hrvaškem. Njegov zahodni konec leži na severu Furlanije-Julijske krajine, kjer teče V-Z skozi Trbiž in je lokalno znan kot Fellski prelom. V Slovenijo vstopi pri Kranjski Gori in nato zavije proti jugu skozi Jesenice. Severno od Kranja prelom poteka v smeri SZ-JV. V Kamniku se prelom vrne v V-Z orientacijo in poteka proti vzhodu skozi Celje. Nato v Rogaški Slatini vstopi na Hrvaško in tako nadaljuje do Đurmanca. Tu se združi tudi s Šoštanjskim prelomom, Labotskim prelomom (Lavanttalskim prelomom) in Periadriatskim prelomom in tvori Peradriatski prelomni sistem (PPS). Njegovo vzhodno nadaljevanje je Dravski prelom.
Vzdolž preloma prevladujejo desni zdrsi z odmikom med 30 do 60 km.
Savski prelom je leta 1896 prvi prepoznal Friedrich Joseph Teller.